# Séverine Chavrier
Séverine Chavrier (* 1974 in Lyon) ist eine französische Musikerin, Schauspielerin und Regisseurin. Sie leitet das Theater Comédie de Genève in Genf.

## Leben
Séverine Chavrier studierte am Conservatoire de musique de Genève Klavier und erhielt dort eine Goldmedaille sowie einen ersten Preis in Musikanalyse. Ihre Schauspielausbildung absolvierte sie am Cours Florent in Paris und durch Praktika in Theatern wie an der Comédie de Reims, am Nouveau Théâtre d'Angers und an der Comédie de Caen. Sie studierte außerdem französische Literaturwissenschaften und Philosophie.
2003 gründete Séverine Chavrier zusammen mit Laurent Papot ihre eigene Kompanie La Sérénade interrompue und arbeitete als Musikerin und Schauspielerin u. a. mit Rodolphe Burger und Jean-Louis Martinelli zusammen.
2010 wurde ihr erstes Stück Épousailles et représailles, das frei auf Kurzgeschichten von Hanoch Levin basiert, im Théâtre des Amandiers in Nanterre  und anschließend im Rahmen des Festivals Impatience 2011 aufgeführt.
Inspiriert durch das Werk von James Graham Ballard, kreierte sie 2011 im Rahmen des Festivals Temps d'images das Stück Série B - Ballard J. G. und 2012 beim Festival von Avignon Plage ultime.
Zwischen 2014 und 2016 inszenierte sie zwei Stücke am Théâtre Vidy-Lausanne: Les Palmiers sauvages, nach dem Roman If I Forget Thee, Jerusalem von William Faulkner, und Nous sommes repus mais pas repentis (Déjeuner chez Wittgenstein), eine Bearbeitung von Thomas Bernhard. Diese beiden Stücke standen anschließend 2016 auf dem Programm des Pariser Staatstheaters Odéon – Théâtre de l’Europe.
2016 und 2017 kreierte sie zwei Teile von Après coups, Projet Un-Femme am Théâtre de la Bastille in Paris, das Künstlerinnen aus verschiedenen künstlerischen Welten und Ländern zusammenbrachte.
Von 2017 bis 2023 leitete sie das Theater Centre Dramatique National d'Orléans.
Ihr neues Stück, Aria da capo, wurde im Frühjahr 2020 im Théâtre de la Ville de Paris aufgeführt.
Im Dezember 2023 wurde sie zur Direktorin der Comédie de Genève ernannt.
Beim Festival von Avignon 2024 präsentierte sie Absalon, Absalon !,nach dem Roman Absalom, Absalom! von William Faulkner.

## Theaterstücke
- 2010: Épousailles et Représailles von Hanoch Levin, Théâtre des Amandiers
- 2011: Série J. G. Ballard, 104.
- 2012: Plage ultime, Théâtre des Amandiers, Festival d'Avignon
- 2014: Les Palmiers sauvages nach William Faulkner, Théâtre de l'Odéon, Théâtre de Vidy-Lausanne.
- 2016: Nous sommes repus mais pas repentis nach Déjeuner chez Wittgenstein von Thomas Bernhard, Théâtre de l'Odéon, Théâtre de la Ville de Paris, Théâtre de Vidy-Lausanne
- 2016: Après coups, Projet Un-Femme no 1, Théâtre de la Bastille
- 2017: Après coups, Projet Un-Femme no 2, Théâtre de la Bastille
- 2019: Aria da capo, Centre Dramatique National d'Orléans
- 2022: Ils nous ont oubliés, nach dem Roman La Plâtrière von Thomas Bernhard, Théâtre de l'Odéon, Centre Dramatique National d'Orléans, Comédie de Genève
- 2024: Absalon, Absalon !,nach dem Roman von William Faulkner, Festival d'Avignon, Comédie de Genève